# Troy Gentile
Troy Gentile est un acteur américain né le 27 octobre 1993 à Boca Raton (Floride).
Il est principalement connu pour son rôle de Barry Goldberg, fils aîné de la famille Goldberg dans la série Les Goldberg.

## Filmographie

### Cinéma

#### Films
- 2006 : Super Nacho (Nacho Libre) : Nacho, jeune
- 2006 : Tenacious D in The Pick of Destiny : Lil' JB
- 2007 : Trop jeune pour elle (I Could Never Be Your Woman) : Fighting Boy
- 2007 : Charlie, les filles lui disent merci (Good Luck Charlie) : Young Stu
- 2008 : Drillbit Taylor, garde du corps (Drillbit Taylor) : Ryan
- 2008 : Délire Express (Pineapple Express) : le fils de Ted (scènes coupées)
- 2009 : Palace pour chiens (Hotel For Dogs) : Mark

### Télévision

#### Séries
- 2006 : La Vie de palace de Zack et Cody : Jeremy (saison 2, épisode 1)
- 2008 : Entourage : Mitchell Levine (saison 5, épisode 3)
- 2010 : Hawthorne : Infirmière en chef : R.J. Paxton (saison 2, épisode 2)
- 2013-2023 : Les Goldberg :  Barry Goldberg (10 saisons, 229 épisodes)
- 2015 : The Middle : enfant à la fête (non crédité, saison 6, épisode 18)
- 2019-2020 : Schooled :  Barry Goldberg (6 épisodes)

## Voix françaises
En Europe
- Arthur Pestel (France) dans : 
  - Drillbit Taylor, garde du corps (2008)
  - Palace pour chiens (2009)

- Thibaut Delmotte (Belgique) dans Les Goldberg (série télévisée, 2013-2023)

Au Québec
- François-Nicolas Dolan dans :
  - Drillbit Taylor, garde du corps (2008)
  - Palace pour chiens (2009)